# Assembleia Nacional da Nigéria
A Assembleia Nacional da República Federal da Nigéria é uma legislatura estabelecida ao abrigo da seção 4 da Constituição da Nigéria e compreende a 109 membros o Senado e a 360 membros a Câmara dos Representantes. Sua estrutura, inspirada no modelo institucional do Congresso dos Estados Unidos, visa assegurar representação política equânime aos estados nigerianos, independente das diferenças entre os mesmos em termos de tamanho populacional.

## Estrutura interna
A Assembleia Nacional é presidida pelo presidente do Senado, tendo sido Nnamdi Azikiwe o primeiro a ocupar o cargo após sua fundação em 1960. Em qualquer sessão conjunta entre os parlamentares integrantes de suas duas Casas legislativas, quem preside a sessão é necessariamente o presidente do Senado. Somente em sua ausência, cabe ao presidente da Câmara dos Representantes fazê-lo.

## Divisão territorial do país
|  | 1. Abia 2. Adamawa 3. Akwa Ibom 4. Anambra 5. Bauchi 6. Bayelsa 7. Benue 8. Borno 9. Cross River 10. Delta 11. Ebonyi 12. Edo 13. Ekiti 14. Enugu 15. Gombe 16. Imo 17. Jigawa 18. Kaduna 19. Kano | 1. Katsina 2. Kebbi 3. Kogi 4. Kwara 5. Lagos 6. Nasarawa 7. Níger 8. Ogun 9. Ondo 10. Osun 11. Oyo 12. Plateau 13. Rivers 14. Sokoto 15. Taraba 16. Yobe 17. Zamfara 18. Território da Capital Federal |